# Петрова, Габриэла
Габриэ́ла Петро́ва (болг. Габриела Петрова; род. 29 июня 1992, Хасково, Болгария) — болгарская легкоатлетка, специализирующаяся в тройном прыжке. Серебряная призёрка чемпионата Европы 2015 года в помещении. Шестикратная чемпионка Болгарии. Участница летних Олимпийских игр 2016 года.

## Биография
В детстве на протяжении 4 лет занималась каратэ, а в лёгкую атлетику попала случайно. В городе Харманли, где Габриэла училась в школе, тренер Иван Еджиев собирал команду для участия в эстафете. Она согласилась, а уже скоро стала одной из сильнейших бегуний на короткие дистанции в Болгарии в своём возрасте. Она одинаково хорошо выступала в беге на 60, 100 и 200 метров, а также в прыжках в длину. Целеустремлённую девочку вскоре заметил Атанас Атанасов и предложил ей заниматься под его руководством в клубе Локомотив из Пловдива.
Постепенно она сконцентрировалась на тройном прыжке. Регулярно участвовала в юношеских и юниорских международных первенствах. Первый крупный успех пришёл в 2013 году, когда она стала чемпионкой Европы среди молодёжи. В 2014 году из-за травмы участвовала только в чемпионате Европы, где заняла высокое 5-е место.
Зимой 2015 года с результатом 14,52 м стала серебряным призёром чемпионата Европы в помещении. Летний сезон также сложился удачно. На чемпионате мира Габриэла остановилась в шаге от медалей: личного рекорда (14,66 м) хватило для четвёртого места. На родине по достоинству оценили достижения соотечественницы — она получила приз лучшему спортсмену 2015 года в Болгарии, опередив каноистку Станилию Стаменову и волейболиста Владимира Николова.
В марте 2016 года стало известно, что в одной из допинг-проб Петровой были обнаружены следы применения мельдония. Однако после выхода новых рекомендаций Всемирного антидопингового агентства касательно использования данного вещества, уже спустя месяц ИААФ сняла все обвинения со спортсменки.
Участвовала в летних Олимпийских играх 2016 года, но была далека от своих лучших результатов. С прыжком на 13,92 м она заняла 22-е место в квалификации и осталась за бортом основных соревнований.
Имеет педагогическое образование (окончила Университет Пловдива).
В начале 2016 года Габриэла совместно с болгарской компанией «БИОФРЕШ» анонсировали выпуск собственной линии косметики от спортсменки.

## Основные результаты
| Год  | Турнир                          | Место проведения         | Дисциплина     | Место        | Результат |
| ---- | ------------------------------- | ------------------------ | -------------- | ------------ | --------- |
| 2009 | Чемпионат мира среди юношей     | Брессаноне, Италия       | тройной прыжок | 18-е (квал.) | 12,46 м   |
| 2010 | Чемпионат мира среди юниоров    | Монктон, Канада          | тройной прыжок | 16-е (квал.) | 12,74 м   |
| 2011 | Чемпионат Европы среди юниоров  | Таллин, Эстония          | тройной прыжок | 5-е          | 13,00 м   |
| 2013 | Чемпионат Европы среди молодёжи | Тампере, Финляндия       | тройной прыжок | 1-е          | 13,91 м   |
| 2014 | Чемпионат Европы                | Цюрих, Швейцария         | тройной прыжок | 5-е          | 14,13 м   |
| 2015 | Чемпионат Европы в помещении    | Прага, Чехия             | тройной прыжок | 2-е          | 14,52 м   |
| 2015 | Чемпионат мира                  | Пекин, Китай             | тройной прыжок | 4-е          | 14,66 м   |
| 2016 | Чемпионат Европы                | Амстердам, Нидерланды    | тройной прыжок | 20-е (квал.) | 13,46 м   |
| 2016 | Олимпийские игры                | Рио-де-Жанейро, Бразилия | тройной прыжок | 22-е (квал.) | 13,92 м   |